# U 89 (U-Boot, 1941)
U 89 war ein deutsches U-Boot vom Typ VII C, das im Zweiten Weltkrieg von der deutschen Kriegsmarine eingesetzt wurde.

## Geschichte
Der Auftrag für das Boot wurde am 25. Januar 1939 an die Flender-Werke in Lübeck vergeben. Die Kiellegung erfolgte am 20. August 1940, der Stapellauf am 20. September 1941, die Indienststellung unter Kapitänleutnant Dietrich Lohmann fand schließlich am 19. November 1941 statt.
Das Boot gehörte nach seiner Indienststellung am 19. November 1941 bis zum 30. April 1942 zur 8. U-Flottille in Königsberg bzw. Danzig. Nach der Ausbildung kam es vom 1. Mai 1942 bis zu seiner Versenkung am 12. Mai 1943 als Frontboot zur 9. U-Flottille nach Brest.

## Einsatzstatistik
Kommandant Dietrich Lohmann absolvierte mit U 89 während seiner Dienstzeit vier Unternehmungen, auf denen er vier Schiffe mit einer Gesamttonnage von 13.815 BRT versenkte.

### Überführungsfahrt
Das Boot lief am 14. Mai 1942 um 7.02 Uhr von Kiel aus und lief am 27. Mai 1942 um 9.05 Uhr in Brest ein. U 89 lief am 15. Mai 1942 zur Ergänzung in Kristiansand ein und am gleichen Tag wieder aus. Auf dieser 14 Tage dauernden und zirka 2.300 sm über und 51 sm unter Wasser langen Unternehmung zur Überführung des Bootes nach Frankreich wurden keine Schiffe versenkt oder beschädigt.

### Erste Unternehmung
Das Boot lief am 6. Juni 1942 um 22.00 Uhr von Brest aus und lief am 21. August 1942 um 19.28 Uhr wieder dort ein. Es wurde am 19. bis zum 21. Juni 1942 von U 460 mit Proviant und 44 m³ Brennstoff versorgt. Auf dieser 77 Tage dauernden Unternehmung, auf der das Boot 10.052,5 sm über und 704,8 sm unter Wasser im Nordatlantik, Westatlantik, an der Ostküste der USA und südöstlich von Nova Scotia zurücklegte, versenkte Kommandant Lohmann einen Fischkutter mit 54 BRT. U 89 gehörte auf dieser Unternehmung zur U-Bootgruppe „Endrass“, die nach dem kurz zuvor gefallenen U-Bootkommandanten Engelbert Endrass benannt war und nach den Maßgaben der von Karl Dönitz entwickelten Rudeltaktik das Gefecht mit alliierten Geleitzügen suchen sollte.
- 25. Juli 1942: Versenkung des kanadischen Motorfischkutters Lucille M (Lage) mit 54 BRT. Der Kutter wurde durch 35 Schuss Artillerie versenkt. Er kam von Yarmouth und war auf dem Weg zum Fischfang. Es gab keine Verluste, elf Überlebende.

### Zwischenfall
Am 16. August 1942 griff eine Liberator B Mk I (AM917), zugehörig zur 15 Group (Coastal Command) 120/F der Royal Air Force, U 89 an und beschädigte es.

### Zweite Unternehmung
Das Boot lief am 4. Oktober 1942 um 18.15 Uhr von Brest aus und lief am 19. November 1942 um 13.00 Uhr wieder dort ein. Es wurde am 12. November 1942 von U 117 mit 22 m³ Brennstoff versorgt. Auf dieser 46 Tage dauernden Unternehmung legte U 89 zirka 7.950 sm über und 410 sm unter Wasser zurück und patrouillierte im Nordatlantik und östlich von Neufundland. Kommandant Lohmann versenkte zwei Schiffe mit 9.949 BRT. U 89 gehörte zu zwei U-Bootgruppen mit den Tarnnamen „Panther“ und „Veilchen“.
- 3. November 1942: Versenkung des britischen Dampfers Jeypore (Lage) mit 5.318 BRT. Der Dampfer wurde durch einen Torpedo versenkt. Er hatte 6.200 t Stückgut und Munition geladen und befand sich auf dem Weg nach Hull. Das Schiff gehörte zum Konvoi SC 107 mit 42 Schiffen. Es gab einen Toten und 80 Überlebende.
- 4. November 1942: Versenkung des britischen Dampfers Daleby (Lage) mit 4.640 BRT. Der Dampfer wurde durch zwei Torpedos versenkt. Er hatte 8.500 t Getreide, Panzer und LKW-Teile geladen und befand sich auf dem Weg von Halifax nach London. Das Schiff gehörte zum Konvoi SC-107. Es gab keine Verluste, 49 Überlebende.

### Dritte Unternehmung
Das Boot lief am 24. Januar 1943 um 15.00 Uhr von Brest aus und lief am 28. März 1943 um 13.10 Uhr in La Pallice ein. Es wurde am 16. Februar 1943 von U 460 mit 45 m³ Brennstoff, und am 19. März 1943 von U 463 mit 23 m³ Brennstoff und Proviant versorgt. Auf dieser 64 Tage dauernden Unternehmung legte das Boot 7.370 sm über und 510 sm unter Wasser zurück. Das Boot patrouillierte im Nordatlantik, südwestlich von Island und nordöstlich von Neufundland. Dabei wurden keine Schiffe versenkt oder beschädigt. U 89 gehörte zu den U-Bootgruppen mit den Tarnnamen „Pfeil“, „Neptun“ und „Wildfang“.

### Vierte Unternehmung

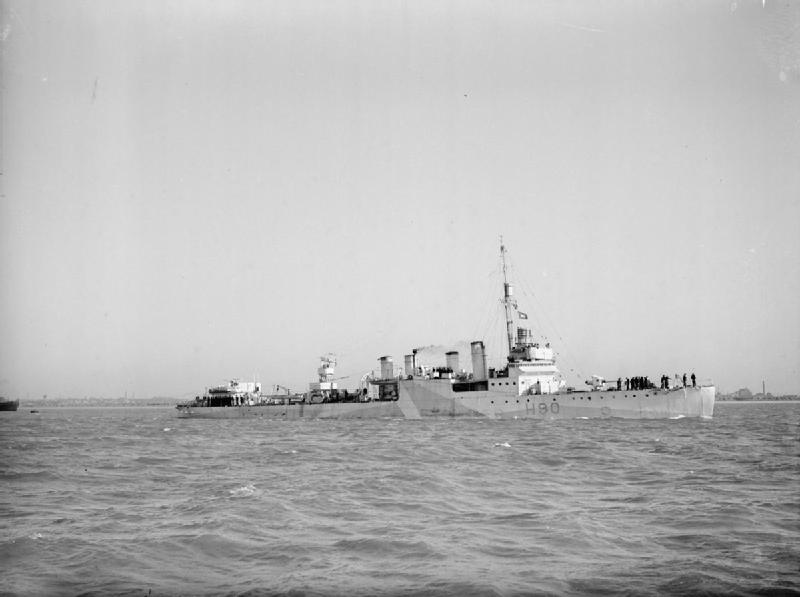
HMS Broadway (ehem. US Navy) versenkte U 89

Das Boot lief am 25. April 1943 um 17.25 Uhr von La Pallice aus und wurde am 12. Mai 1943 versenkt. In dieser Zeit lag der U-Boot-Krieg in seiner vierten Phase, in der, nachdem die Alliierten die Lufthoheit im Nordatlantik erlangt hatten, allein im Mai 1943 43 deutsche U-Boote versenkt wurden. Auf dieser 17 Tage dauernden Unternehmung in den Nordatlantik und westlich von Spanien, wurde ein Schiff mit 3.803 BRT versenkt. U 89 gehörte zur U-Bootgruppe mit dem Tarnnamen „Drossel“.
- 7. Mai 1943: Versenkung des griechischen Dampfers Laconikos (Lage) mit 3.803 BRT. Der Dampfer wurde durch einen Torpedo versenkt. Er hatte 5.200 t Manganerz geladen und befand sich auf dem Weg von Takoradi und Freetown nach Ardrossan. Das Schiff gehörte zum Konvoi SL 128. Es gab 23 Tote und elf Überlebende.

## Verbleib
Am 12. Mai 1943 wurde U 89 im Nordatlantik durch Wasserbomben und Hedgehog des britischen Zerstörers Broadway und der britischen Fregatte Lagan auf der Position 46° 30′ N, 25° 40′ W im Marine-Planquadrat BD 6688 versenkt. Alle 48 Besatzungsmitglieder kamen dabei ums Leben.
U 89 verlor während seiner Dienstzeit vor der Versenkung keine Besatzungsmitglieder.